# Anikatsi
Anikatsi – wieś w Estonii, w prowincji Viljandi, w gminie Viljandi.
W latach 1991–2017 (do czasu reformy administracyjnej estońskich gmin) wieś znajdowała się w gminie wiejskiej Tarvastu.
Wieś Anikatsi została po raz pierwszy zapisana w kronikach niemieckich jako Anikatz. Inne archaiczne nazwy miejscowości to: да деревнею Аникацю (1578), Hannikaste (1624), Hannikast (1638), Hannikaz Hinss, Annikats (1797). W 1977 wioska została połączona z Metsakuru.
Na wschodniej granicy wsi znajduje się jezioro Purgi.